# Cruz del Levantamiento de la Gran Polonia
La Cruz del Levantamiento de la Gran Polonia (en polaco: Wielkopolski Krzyż Powstańczy) fue una condecoración estatal de la República Popular de Polonia, otorgada entre los años 1957-1999, para recompensar los méritos de los participantes del Levantamiento de la Gran Polonia de 1918-1919.

## Estatuto
La cruz fue establecida por primera vez por el decreto de la Junta del Patrimonio Nacional de Polonia del 8 de octubre de 1946, que finalmente no se implementó ni se publicó. La Cruz del Levantamiento de la Gran Polonia, finalmente fue establecida por decreto del Consejo de Estado el 1 de febrero de 1957.
La condecoración se otorgaba a ciudadanos tanto polacos como extranjeros que, con armas en la mano o de cualquier otra forma activa, participaron en las batallas contra los invasores alemanes en el Levantamiento de la Gran Polonia de 1918-1919. La condecoración era concedida por el Consejo Estatal Nacional (Krajowa Rada Narodowa) sobre la base de las solicitudes de la Unión de Combatientes por la Libertad y la Democracia. La medalla podía ser concedida póstumamente.
El 8 de mayo de 1999 se dio por finalizada la concesión de la Medalla de conformidad con el art. 2.1 de la Ley de 16 de octubre de 1992. Disposiciones que introducía la ley de órdenes y condecoraciones, derogan disposiciones sobre títulos honoríficos y modifican determinadas leyes.
La cruz se usó inicialmente en secuencia después de la Cruz Partisana, desde 1960 después de la Cruz del Levantamiento de Silesia y antes de la Cruz de Plata al Mérito de la República Popular de Polonia, desde 1981 antes de la Cruz del Levantamiento de Varsovia, y desde 1992 se usaba con las condecoraciones estatales enumeradas en la ley de ese año (modificada).
Cada medalla venía con un certificado de premio, este certificado se presentaba en forma de un pequeño folleto de cartón de 8 cm por 11 cm con el nombre del premio, los datos del destinatario y un sello oficial y una firma en el interior.

## Descripción
Es una cruz isósceles de bronce patinado con unas dimensiones de 36 × 36 mm
Los brazos de la cruz están enmarcados y ensanchados en los extremos. En el anverso, en el centro, hay un escudo redondo de 9 mm de diámetro, cubierto de esmalte rojo con un águila Piast en esmalte blanco, el escudo está rodeado por una corona de hojas de roble. En el brazo izquierdo está la fecha de 1918, en el derecho - 1919. Se coloca una espada en los brazos verticales con la hoja apuntando hacia abajo. En el reverso, en el centro de la cruz, hay un escudo con la inscripción PRL (Polska Rzeczpospolita Ludowa), en el borde del escudo la inscripción POWSTAŃCOM WIELKOPOLSKI.   
Los diseñadores de la insignia fueron Jerzy Drygas y Eugeniusz Rosik.  
La medalla está conectada con un ojal y un anillo a un bloque pentagonal cubierto con una cinta de muaré de seda de 34 mm de ancho, de color azul oscuro con dos franjas magenta de 2 mm de ancho a los lados.